# Will Hernández
William Hernández (Las Vegas, Nevada, 2 de septiembre de 1995) más conocido como Will Hernández, es un jugador profesional estadounidense de fútbol americano que se desempeña en la posición de lineman en Arizona Cardinals, equipo de la National Football League (NFL).

## Carrera
Fue seleccionado en la segunda ronda en la Reunión Anual de Selección de Jugadores de la NFL de 2018. Hizo su debut profesional con el equipo New York Giants, en el cual jugó cuatro temporadas (2018-2022), luego pasó a Arizona Cardinals, donde lleva jugando dos temporadas.